# Cleome augustinensis
Cleome augustinensis (лат.) — травянистое растение, вид рода Клеоме (Cleome) семейства Клеомовые (Cleomaceae). Под данным таксономическим названием была впервые описана в 1914 году швейцарским ботаником Джоном Брике в журнале Annuaire du Conservatoire & du Jardin Botaniques de Genève.

## Ареал
Обитает по берегам рек, встречается на дюнах и прибрежных песках. Эндемик Мадагаскара. Известны всего три популяции.

## Охранный статус
Занесена в Международную Красную книгу со статусом «Вымирающие виды» (Endangered species, EN). Лимитирующими факторами являются разрушение мест обитания, эрозия и седиминтация[неизвестный термин] почвы.